# Kerncentrale Mülheim-Kärlich
Kerncentrale Mülheim-Kärlich (Kernkraftwerk Mülheim-Kärlich, KMK) ligt ongeveer 10 kilometer ten noordwesten van Koblenz in deelstaat Rijnland-Palts langs de river de Rijn.
De bouwperiode was van 1975 tot 1986. Omdat er een klein risico op aardbevingen is, is de centrale 70 meter verder dan oorspronkelijke doellocatie geplaatst. Juridische procedures zorgden voor de nodige vertraging van de bouw. De centrale werd geëxploiteerd door een dochteronderneming van RWE: Société Luxembourgeoise de Centrales Nucléaires. De oorspronkelijk 162 meter hoge koeltoren werd op 9 augustus 2019 opgeblazen. Naast de centrale staat de kapel Am Guten Mann.
| Reactorblok           | Reactortype | Vermogen | Begin bouw | Inbedrijfname | Stillegging |
| --------------------- | ----------- | -------- | ---------- | ------------- | ----------- |
| Mülheim-Kärlich (KMK) | PWR         | 1302 MW  | 1975       | 1987          | 1988        |

## Externe link

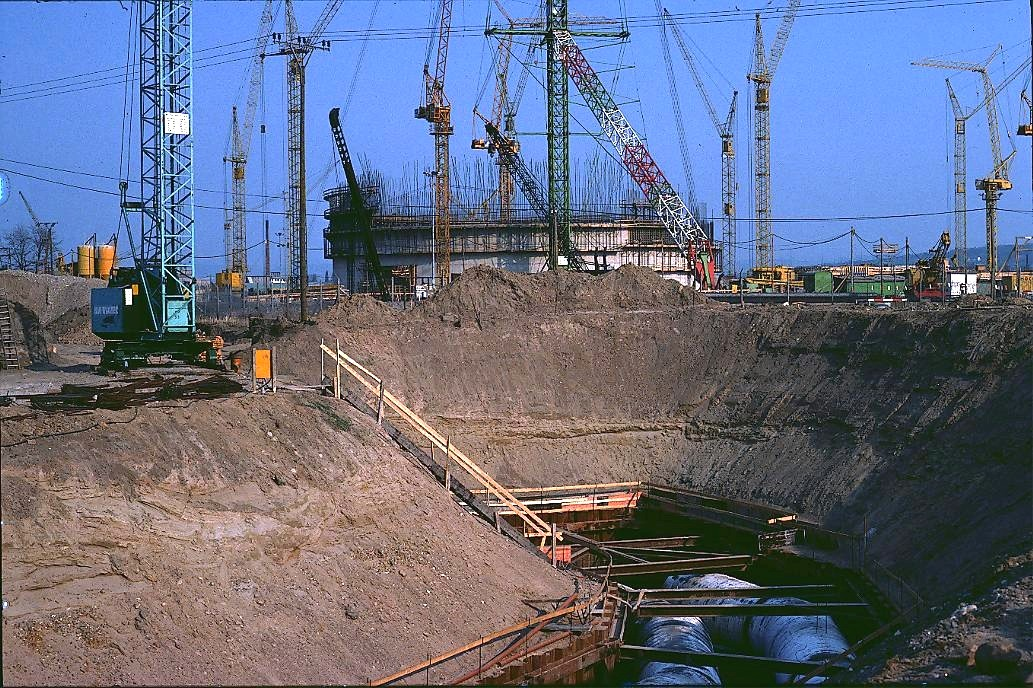
bouw van de centrale in 1976
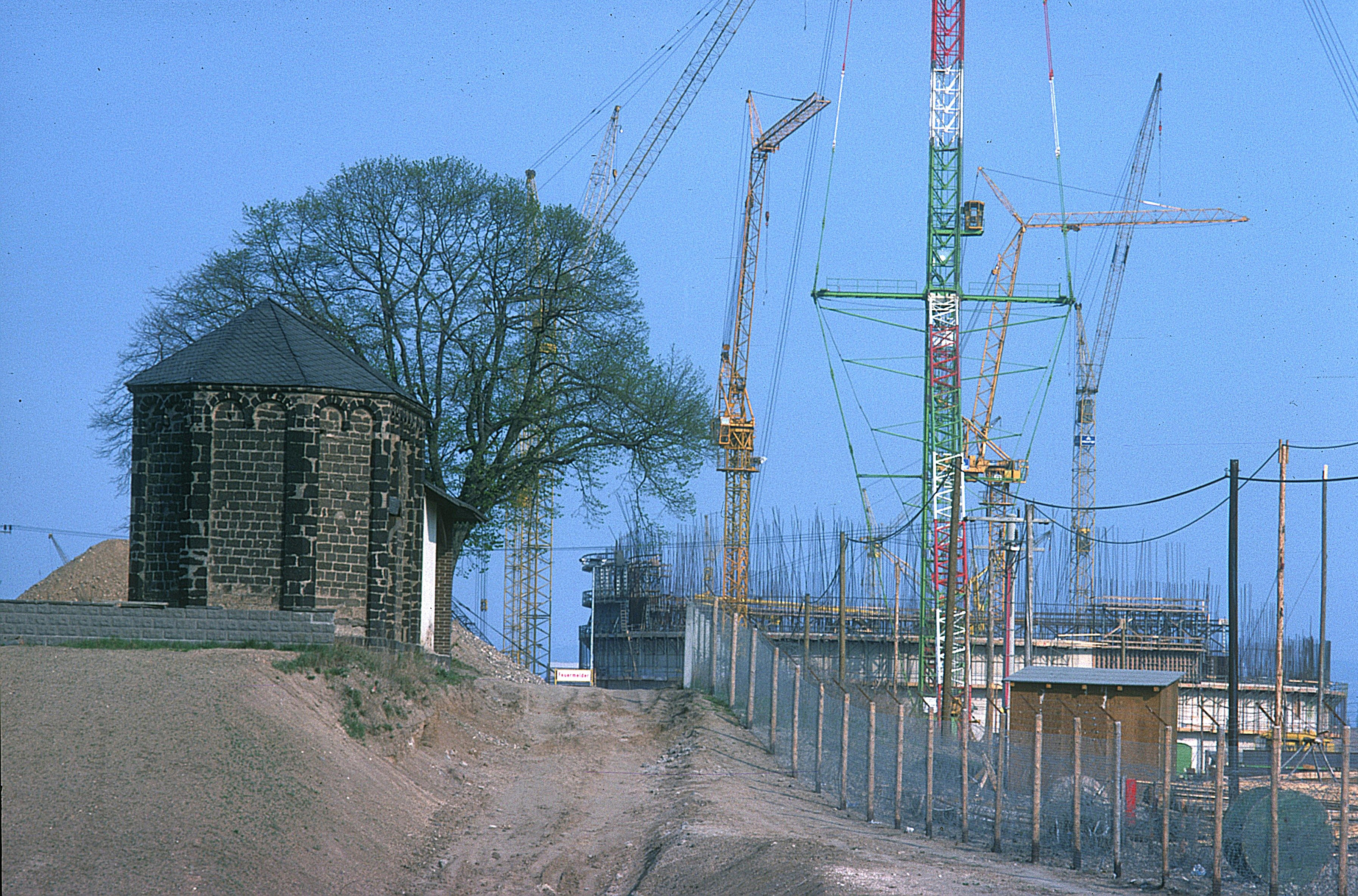
Bouwplaats van de kerncentrale en kapel Am Guten Mann in 1976
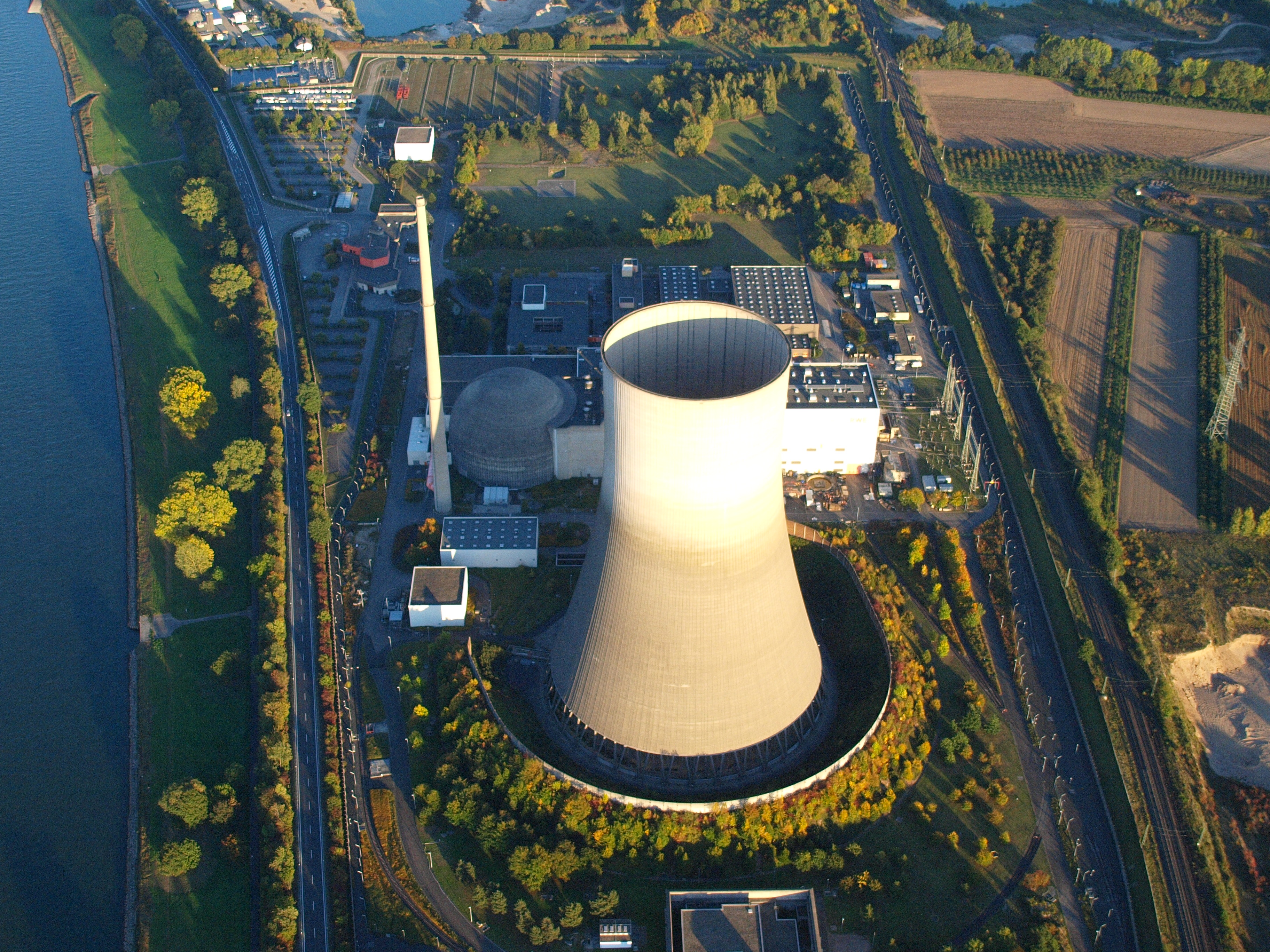
luchtfoto van terrein (1 oktober 2011)
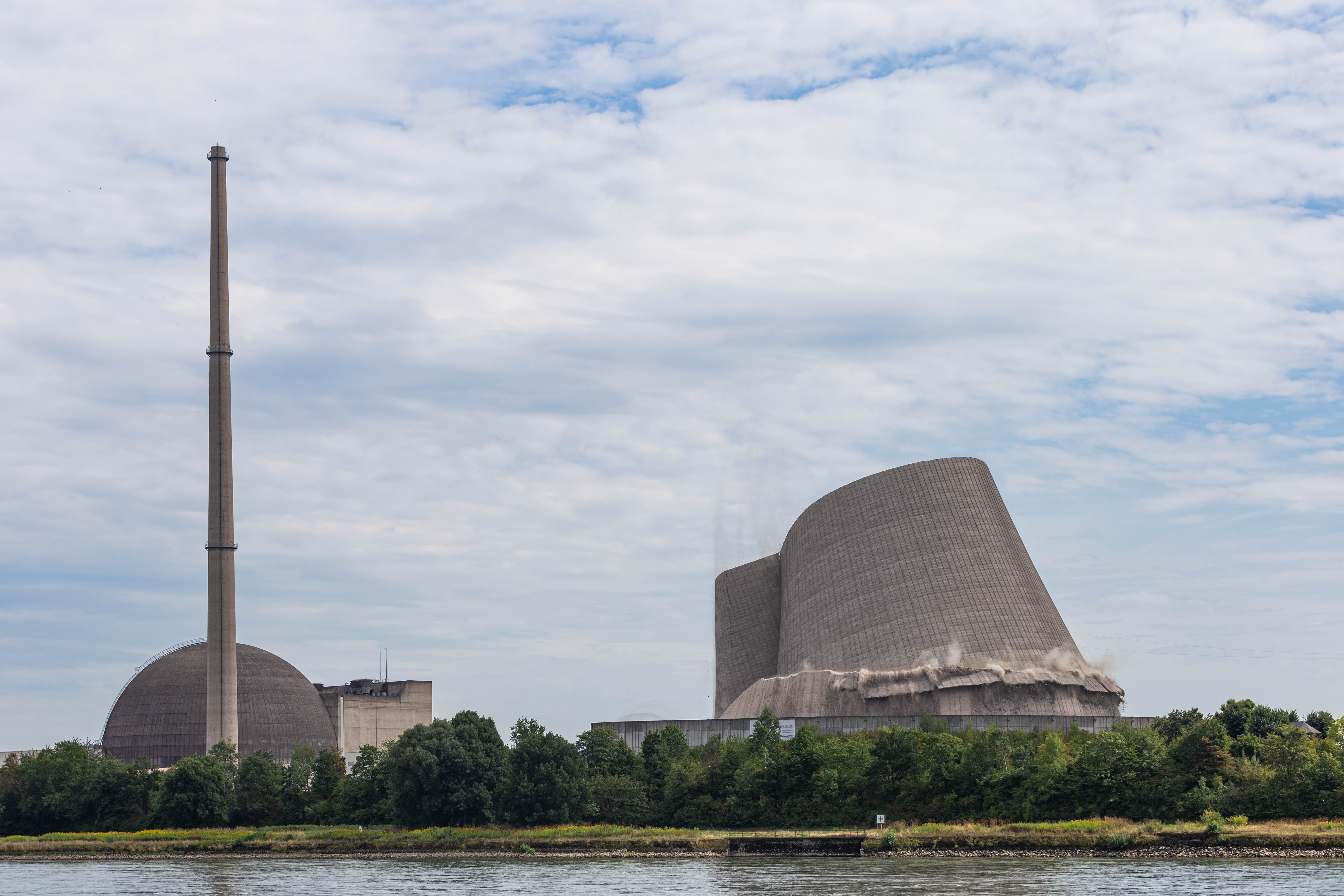
opblazen van koeltoren (9 augustus 2019)